# Les Ailes d'Honnéamise
Les Ailes d'Honnéamise (オネアミスの翼: 王立宇宙軍, Oneamisu no Tsubasa: Ouritsu Uchuu-gun ou Royal Space Force: Les Ailes d'Honnéamise) est un film d'animation japonais réalisé par Hiroyuki Yamaga (en) et sorti en 1987.

## Synopsis
Le film se déroule dans le royaume fictif d'Honnéamise, en un monde et une humanité alternatifs, ressemblants au monde et à l'humanité réels. L'armée a vu naître en son sein une section aérospatiale avec pour but avoué d'envoyer des hommes dans l'espace, entreprise jamais réalisée jusqu'alors et régulièrement réduite à l'échec. Alors que les autorités songent à stopper les financements de la Royal Space Force, l'incrédule Shiro se porte volontaire pour une nouvelle mission, fraichement convaincu du bien-fondé d'un tel voyage par sa rencontre avec la pieuse Riquinni. Mais les ennuis commencent avec l'entrainement et la construction d'une fusée, car le royaume traverse une crise économique et militaire qui pousse ses habitants à attendre des mesures plus sociales de la part du pouvoir.

## Fiche technique
- Réalisateur : Hiroyuki Yamaga (en)
- Scénariste : Hiroyuki Yamaga (en)
- Compositeur : Ryūichi Sakamoto
- Producteur : Gainax
- Pays : Japon

## Genèse
Hiroyuki Yamaga (en) et Hideaki Anno commencèrent en 1984 à concevoir un court-métrage basé sur une des histoires qu'imagina Yamaga qu'ils appelèrent Royal Space Force, et  destiné à être montré à un grand studio d'animation. En août de cette même année, Yoshiyuki Sadamoto fut intégré au projet.
Le pilote fut terminé en avril 1985 et présenté à Bandai, qui voulait créer un département de production de films d'animation, et Gainax se vit octroyer les fonds nécessaires pour le développer sous forme de long-métrage.
Les membres du staff partirent plusieurs mois aux États-Unis afin d'y étudier les designs architecturaux, technologiques et les décollages de navettes spatiales.

## Contexte
Les Ailes d'Honnéamise est le premier film anime réalisé par le studio Gainax. Produit pour un budget de 360 millions de yens (qui atteindra 800 millions avec sa campagne de promotion), ce film était l'un des films d'animation les plus coûteux jamais produits au Japon. Son succès mitigé lors de sa sortie au cinéma mit en péril le studio et les producteurs, et son réalisateur, Hiroyuki Yamaga (en), mis de nombreuses années à refaire surface.
En France, il ne bénéficia jamais d'une sortie en salles. Il fut acquis et édité directement en vidéo par Pathé sous le label Manga Vidéo.

## Source
- The Wings of Honneamise sur ANN